# Dana Barros
Dana Bruce Barros (ur. 13 kwietnia 1967 w Bostonie) – amerykański koszykarz, obrońca, uczestnik NBA All-Star Game, laureat nagrody dla zawodnika, który poczynił największy postęp.
10 stycznia 1996 roku zakończył serię 89 kolejnych spotkań z co najmniej jednym celnym rzutem za 3 punkty na koncie, ustanawiając tym samym rekord NBA. Swoją rekordową serię spotkań rozpoczął 23 grudnia 1994 roku.
W gronie zawodników mierzących poniżej 6 stóp w cieniu Muggsy Boguesa i Spuda Webba. Barros swoimi statystykami zapracował jako 6. zawodnik poniżej 6 stóp w meczu All-Star NBA. Przed nim po osiągnięcie sięgali Calvin Murphy, Michael Adams, Billy Gabor, Fred Scolari, Ralph Beard jr.

## Osiągnięcia
NCAA
- Najlepszy pierwszoroczny zawodnik Big East (1986)[4]
- Zaliczony do I składu Big East (1988)
- Drużyna Boston College Eagles zastrzegła należący do niego numer 3

NBA
- Uczestnik meczu gwiazd NBA (1995)[5]
- Zdobywca nagrody dla zawodnika, który poczynił największy postęp - NBA Most Improved Player Award (1995)[1]
- Lider NBA w skuteczności rzutów za 3 punkty (1992)